# Magahi
Magahi (även kallat magadhi) är ett indoariskt språk, med tretton miljoner talare (2002). Magahi talas i de indiska delstaterna Bihar, Jharkhand och Västbengalen. Det är ett av de språk som tillsammans kallas bihari, och betraktas i Indien som en dialekt av hindi.  Det finns tidningar och radioprogram på språket. En del talare använder också hindi.